# شان یانگ
شان یانگ (به انگلیسی: Sean Young) (زاده ۲۰ نوامبر ۱۹۵۹) بازیگر آمریکایی سینما است.
از آثار به یاد ماندنی او می‌توان فیلم‌های بلید رانر و تلماسه را نام برد.

## فیلم‌شناسی
فهرست برخی از فیلم‌هایی که شان یانگ در آنها به ایفای نقش پرداخته‌است:
- جین آستین در منهتن (۱۹۸۰)
- راه‌راه (۱۹۸۱)
- دکترهای جوان عاشق (۱۹۸۲)
- بلید رانر (۱۹۸۲)
- تل‌ماسه (۱۹۸۴)
- کودک: راز افسانه گمشده (۱۹۸۵)
- هیچ راهی وجود ندارد (۱۹۸۷)
- وال‌استریت (۱۹۸۷)
- تقویت (۱۹۸۸)
- خویشاوندی هم‌نیایی (۱۹۸۹)
- پرندگان آتشین (۱۹۹۰)
- بوسه پیش از مرگ (۱۹۹۱)
- یخ آبی (۱۹۹۲)
- روزی جرم(۱۹۹۲)
- حتی دختران گاوچران هم نغمه‌های بلوز را می‌فهمند (۱۹۹۳)
- غریزه کشنده (۱۹۹۳)
- ایس ونچورا (۱۹۹۴)
- دکتر جکیل و خانم هاید (۱۹۹۵)
- مردان (۱۹۹۷)
- شکر و ادویه (۲۰۰۱)
- مرغ مقلد آواز نخوان (۲۰۰۱)
- فضای مرکزی (۲۰۰۵)
- باغ (۲۰۰۶)
- مردی که برگشت (۲۰۰۸)
- خواب‌پریشی (۲۰۰۸)
- حمله ۵۰ پا به هلهله‌چی (۲۰۱۲)
- چهره کوزه (۲۰۱۲)
- مرد من بازنده است (۲۰۱۴)
- حکومت پلیسی (۲۰۱۵)
- عزیز (۲۰۱۵)
- تاماهاوک استخوانی (۲۰۱۵)
- گربه گمشده کرونا (۲۰۱۶)